# غابة السحاولة
غابة السحاولة هي غابة تقع في السحاولة بمنطقة متيجة بولاية الجزائر، تدار من قبل هيئة المحافظة على الغابات في الجزائر العاصمة (CFA) تحت إشراف المديرية العامة للغابات (DGF)؛ وهي من الغابات المشمولة في خطة التشجير الوطنية، لرفع مستوى المساحة الطبيعية والترفيهية في مدينة الجزائر.

## الحياة البرية
الغابة غنية بالتنوع الحيواني بوجود العديد من الحيوانات والطيور والحشرات.

### الثديات

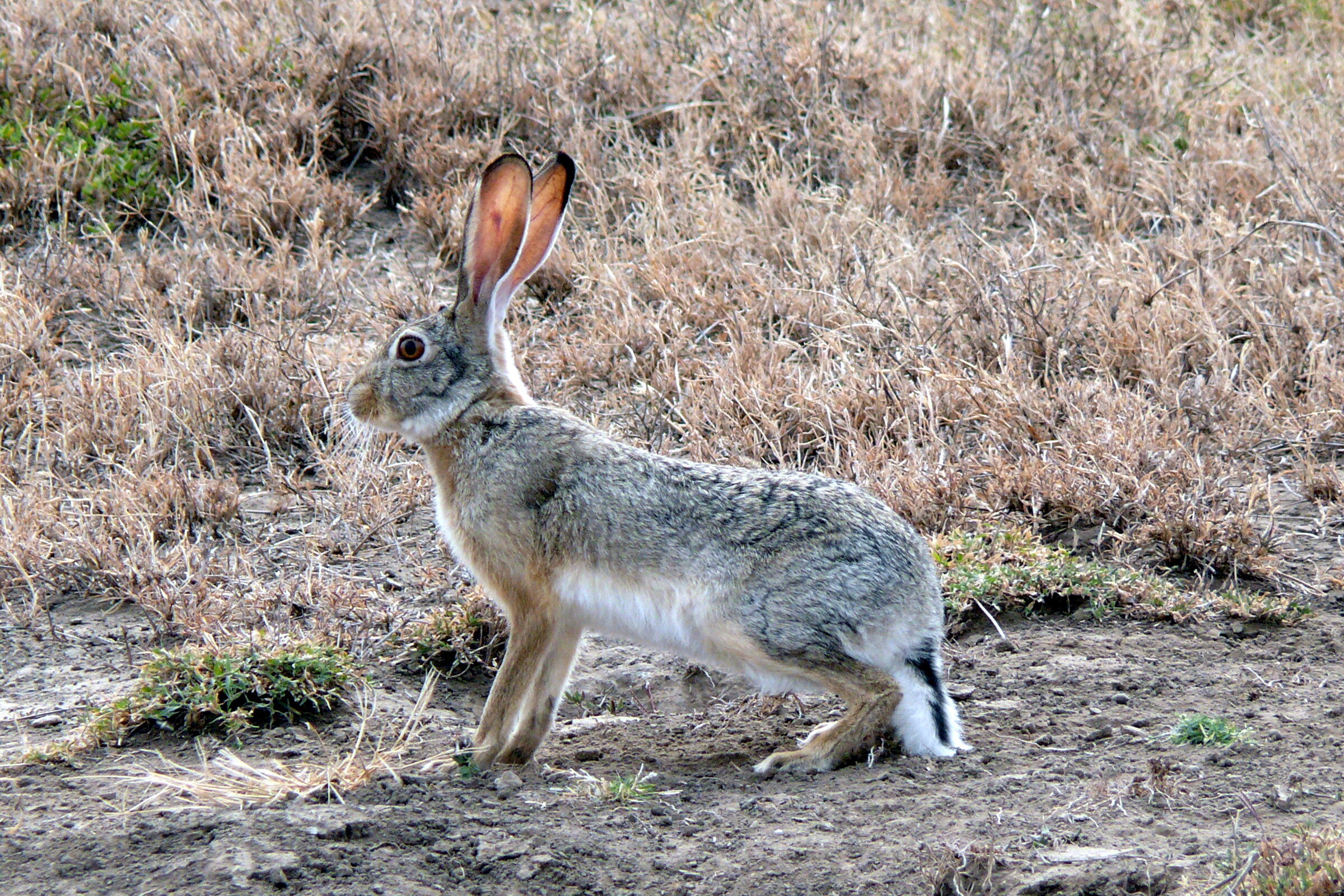
قواع صحراوي

- قنفذ شمال إفريقيا
- أرنب أوروبي.[4]
- الخنزير البري
- قواع صحراوي.

## الموقع والمساحة
تقع الغابة على بعد 18 كم شرق الجزائر العاصمة، و70 كم شرق تيبازة و4 كم من البحر الأبيض المتوسط. في بلدة السحاولة في ميتجة. وتغطي مساحة قدرها 30 هكتار.